# Zain Shaito
Zain Shaito (né le 19 octobre 1990 à Dallas, Texas) est un escrimeur libanais, spécialiste du fleuret. Il possède également la nationalité américaine.
Avec sa sœur Mona Zaito, il représente le Liban en épreuve individuelle lors des Jeux olympiques de Londres. Il a été champion du monde junior par équipes à Catane en 2008 pour les États-Unis.
Il est champion américain de fleuret NCAA en 2012.